# Božje podzemlje Stjepana Poglajena
Božje podzemlje Stjepana Poglajena, hrvatski dokumentarni film urednika Nike Kostanića. Tematizira život i djelovanje isusovca Stjepana Tomislava Poglajena. Ovaj redovnik sa stotinu imena i još više adresa, u rodnoj je Hrvatskoj zaboravljen, dok je u Slovačkoj u kojoj je djelovao za vrijeme Drugog svjetskog rata, ostavio toliko snažan trag da se smatra apostolom moderne slovačke crkve.